# Liste der Monuments historiques in Chauffourt
Die Liste der Monuments historiques in Chauffourt führt die Monuments historiques in der französischen Gemeinde Chauffourt auf.

## Liste der Objekte
| Bezeichnung                | Beschreibung                                                                        | Standort                       | Kennzeichnung | Schutzstatus | Datum | Bild |
| -------------------------- | ----------------------------------------------------------------------------------- | ------------------------------ | ------------- | ------------ | ----- | ---- |
| Skulptur Heiliger Julianus | Aufsatz eines Prozessionsstabs; Holz, farbig gefasst und vergoldet, 18. Jahrhundert | in der Kirche St-Julien (Lage) | PM52001718    | Inscrit      | 1976  |      |